# 凯雷穆莱
凯雷穆莱（義大利語：Cheremule），是意大利萨萨里省的一个市镇。总面积24.13平方公里，人口469人，人口密度19.4人/平方公里（2009年）。ISTAT代码为090024。